# Fútbol 5 adaptado
El Fútbol 5 adaptado, blindfutsal o blind football (fútbol a ciegas) es una práctica deportiva que constituye una modalidad del fútbol 5 adaptado para personas amblíopes y ciegas, en el que participan también personas sin discapacidad visual. En su modalidad masculina es considerado deporte paralímpico desde 1996.
Se utiliza una pelota sonora y cada equipo se integra con cuatro personas ciegas o con disminución visual severa —que deben jugar con cubreojos— y un portero sin discapacidad que también debe orientar a los jugadores ciegos, completándose con un «llamador» ubicado detrás de la meta contraria y las indicaciones orientativas de la persona encargada de la dirección técnica. Se aplican las reglas de la FIFA para el futsal, con las adaptaciones establecidas por la IBSA (Federación Internacional de Deportes para Ciegos). Se utilizan tres clasificaciones para garantizar la paridad entre competidores (B1, B2 y B3). Hombres y mujeres compiten separadamente.

## Historia
El fútbol 5 para ciegos comenzó a practicarse informalmente y de manera más o menos simultánea en Brasil y en España, sobre todo a partir de la década de 1930, con testimonios que lo remontan a la década de 1920, entre los estudiantes  de institutos para ciegos, en los patios durante los recreos. El proceso formó parte de la generalización del futsal en ambos países, debido a que los salones y gimnasios resultaron ser espacios mucho más adecuados para evitar la desorientación. Otros países de práctica temprana del fútbol para ciegos fueron Colombia desde la década de 1970 y la Argentina desde la década de 1980.
Desde un inicio se utilizaron como "pelota" objetos que hicieran ruido, como latas, recipientes llenos de guijarros, botellas de plástico con piedras en su interior o latas de betún -cómo ya se practicaba en Colombia en la década de 1970-. En Brasil se descubrió que una pelota de fútbol envuelta en plástico producía un ruido orientador, del mismo modo que en Argentina pegaban chapitas de gaseosa sobre la superficie de una pelota, en la década de 1980. A fines de la década de 1970, existen registros de que el profesor João Ferreira utilizaba en Pernambuco una pelota de cuero con cascabeles dentro, inventada por él mismo y construida por un artesano local; esa pelota sería adoptada oficialmente en la década de 1990.
En 1978 el fútbol 5 adaptado fue incluido por primera vez en una competencia nacional, en las IV Olimpíadas Nacionales da las Apaes (Asociación de Padres y Amigos de los Excepcionales), realizadas en Natal, Brasil. Poco después en 1984, también en Brasil, se realizó en São Paulo el primer campeonato nacional de fútbol para ciegos con el nombre de Copa Brasil de Futebol de 5. Dos años después España realizó su I Campeonato de España de Fútbol Sala, categoría B1.
Entre 1988 y 1995 se realizan algunos torneos internacionales que incluyen el "fútbol sala para ciegos", en España, Argentina y Brasil, con la participación de los primeros seleccionados de esos tres países y de Colombia. El acercamiento entre jugadores y dirigentes de esos países, llevó a la unificación de las reglas:

El futbol argentino aportó las gafas y parches oculares; el brasileño, la pelota con sonido interno; y el español, el vallado lateral.

En 1995 se produce un hecho trascendente e histórico para este deporte, cuando la Federación Internacional de Deportes para Ciegos (IBSA) creó el Subcomité de Fútbol Sala, para trabajar sobre las adecuadas Reglas de juego de este deporte, que con un gran poder de convocatoria internacional en cuatro continentes, necesitaba enmarcar esa gran demanda en marco legal reglamentario. Para este decisivo trabajo, IBSA designó "chairman" o presidente de dicho subcomité al hispano argentino Carlos Alberto Campos, director técnico de la Federación Española de Deportes para Ciegos, y con el apoyo de la Organización Nacional de Ciegos de España (ONCE) para la ocasión, se reunió durante la celebración de distintos torneos amistosos en Europa, con representantes de Portugal, Inglaterra, Italia, Francia y Grecia, con quienes acordó unas probables Reglas de Juego, en donde cada país aportó alguna reglamentación, y renunciaba a otras, en beneficio de un acuerdo internacional. Este acuerdo llegó en septiembre de 1996 en la Ciudad de Sao Paulo (Brasil), cuando Carlos Alberto Campos se reunió, con el brasileño Ramón Souza (ABDC) y, el argentino Enrique Nardone (FADEC), representantes de Brasil y Argentina, y también miembros del Subcomité de Fútbol IBSA, con quienes consolidó y definió las Reglas del Fútbol a Ciegas (blind football).
Una vez concretadas la Reglas de Juego, creando una estructura segura para la práctica de este deporte por parte de personas ciegas y deficientes visuales, llegó el reconocimiento oficial del fútbol a ciegas por parte de la IBSA, ingresando en los calendarios oficiales de los deportes de IBSA.  
Como consecuencia de este importante hecho, se realizaron los primeros campeonatos continentales, en Europa y América. 
Barcelona (España), fue sede del 16 al 20 de septiembre  de 1997, del I Campeonato de Europa de Fútbol Sala para Ciegos y Deficientes Visuales. Con la participación de España, Portugal, Italia, Francia e Inglaterra en categoría B1, y España, Bielorrusia, Italia e Irlanda, en la categoría B2/B3.  
Por América, la ciudad de Asunción (Paraguay), albergó del 1 al 4 de octubre el I Campeonato de América de Fútbol Sala para Ciegos, con la participación de Brasil, Paraguay, Colombia y Argentina. 
Al año siguiente, en 1998, la IBSA organizó el I Campeonato Mundial de Fútbol 5 Adaptado, en Paulinhas, Brasil, con la participación de países de tres continentes .
Posteriormente, se realizaron en 1999, los II Campeonatos Continentales, con Oporto ( Portugal ) como sede europea en junio, y Buenos Aires ( Argentina), como anfitrión americano en noviembre de dicho año.
En septiembre del año 2000, Jerez de la Frontera (Cádiz, España), fue escenario del II Campeonato Mundial de Fútbol 5 Adaptado, de gran repercusión mediatiza y de participación.
Con todos estos antecedentes de desarrollo y promoción del Fútbol 5 Adaptado en tres continentes, IBSA, a través del Subcomité Técnico de Fútbol,solicitó al Comité Paralímpico Internacional (IPC), el ingreso de este multitudinario deporte en los calendarios delos Juegos Patalímpicos (JJPP). En el Comité Ejecutivo del IPC, en agosto de 2000, realizado en Sídney (Australia), el fútbol de ciegos, ingresó con pleno derecho a los juegos Paralímpicos, y tuvo un exitoso debut en 2004  en los Juegos Paralímpicos de Atenas 2004, acontecimiento de máxima importancia para la notable difusión y reconocimiento social que este atractivo deporte viene sorprendiendo desde entonces.
El calendario de competencias de alto nivel se completa con el Campeonato Asiático realizado desde 2007, el Campeonato Africano realizado desde 2014, la inclusión del deporte en los Juegos Parapanamericanos desde 2007, y la realización de los Juegos Mundiales para Ciegos, cada cuatro años.

## Reglas
El deporte está regido mundialmente por la Federación Internacional de Deportes para Ciegos (IBSA) y se juega con las reglas de la FIFA para futsal, con adaptaciones destinadas a mantener la paridad competitiva y garantizar las posibilidades de orientación de los jugadores, mediante mecanismos auditivos, razón por la cual el público debe mantenerse silencio, salvo en ocasión de un gol. Las clasificaciones las regula la IBSA.

### Clasificaciones
- B1: Sin percepción de luz a percepción de luz pero inhabilidad para reconocer la forma de una mano.
- B2: Capaz de reconocer la forma de una mano hasta una agudeza visual de 2/60 o un campo visual de menos de 5 grados.
- B3: Parcialmente ciega; agudeza visual desde 2/60 a 6/60 o un campo visual desde 5 a 20 grados.

### El terreno de juego

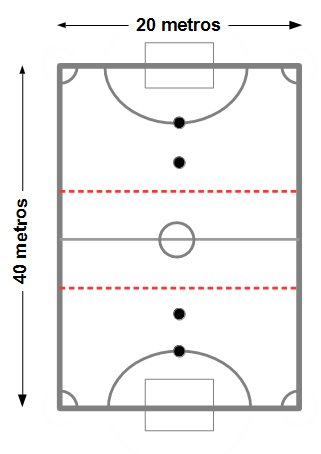
Dimensiones reglamentarias de la cancha de fútbol 5 adaptado

El terreno de juego de fútbol 5 adaptado es un rectángulo que en las competencias internacionales debe tener 40 metros de largo por 20 metros de ancho, medidas que se encuentran dentro de los máximos y mínimos establecidos por la FIFA para el futsal.
Las características de la cancha tienen leves modificaciones respecto del reglamento de la FIFA para el futsal:
- El punto desde el que se patea el segundo penal es de 8 metros, dos metros más corto que el establecido por la FIFA.
- El arco es igual, tiene tres metros de largo, al igual que en el futsal-FIFA.
- Los dos laterales tiene vallas de entre 1 metro y 1,20 metros de altura, para evitar que la pelota salga del terreno de juego.
- El campo de juego está dividido por dos líneas longitudinales punteadas, que marcan los tres tercios de la cancha: el tercio defensivo, el tercio medio y el tercio ofensivo. El fin de las mismas es permitir la orientación de los jugadores, cambiando la persona que en cada tercio da las indicaciones y señales.
- Cada arquero tiene una pequeña área marcada de dos metros hacia el interior del campo de juego, de la que no puede salir.
- Detrás de cada arco hay otra área marcada, en la que debe permanecer el guía o llamador del equipo que avanza hacia ese arco.

### Los equipos

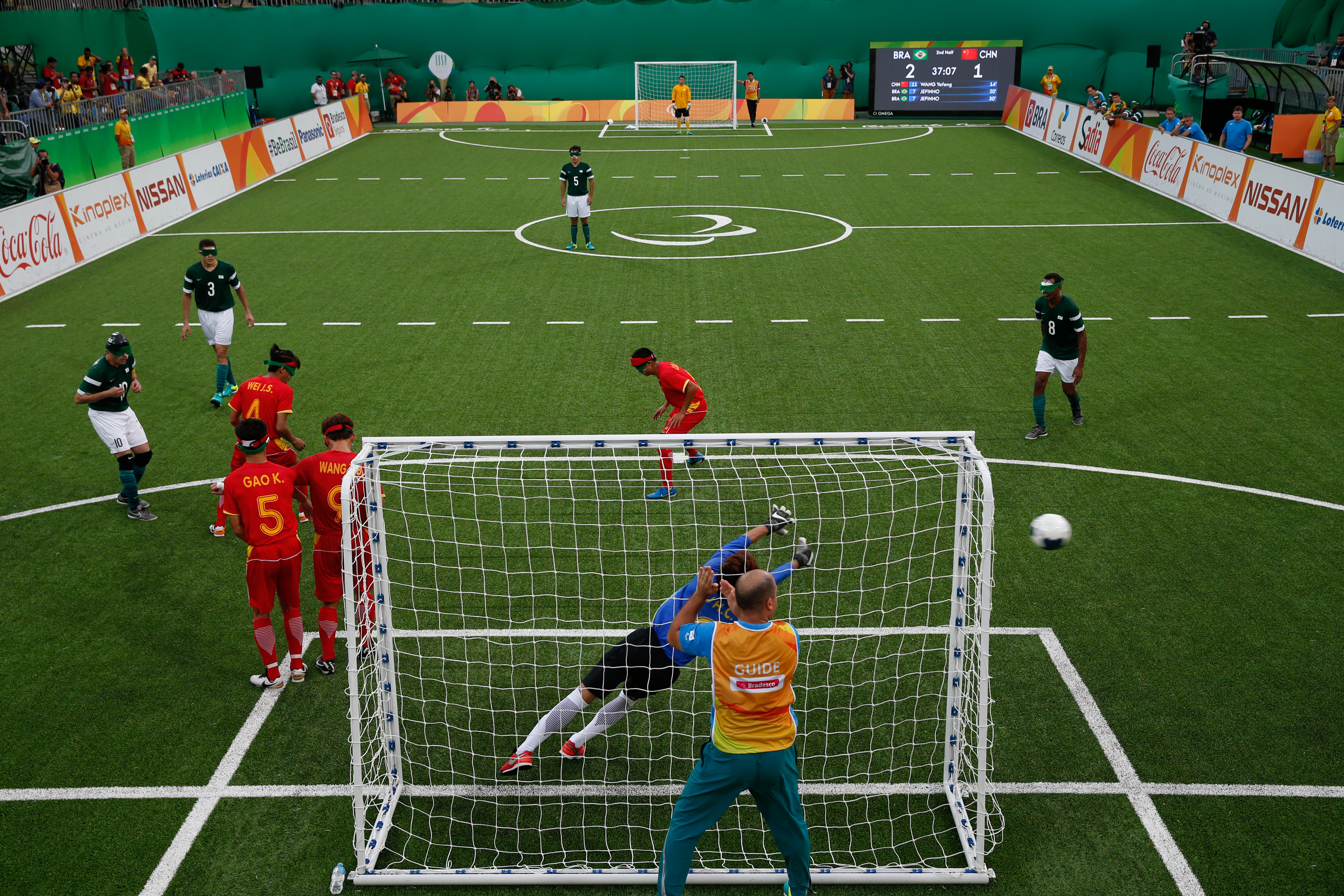
Partido de fútbol 5 adaptado en los Juegos Paralímpicos de Río de Janeiro 2016. Detrás del arco puede verse al guía o llamador del equipo atacante. En los laterales pueden verse las vallas.

Cada uno de los dos equipos estará integrado por un máximo de quince personas:
- 4 jugadores de campo titulares B1;
- 4 jugadores de campo suplentes B1;
- 1 arquero titular vidente o B2/B3 (con facultades para dar indicaciones o señales orientativas);
- 1 arquero suplente vidente o B2/B3;
- 1 guía o llamador (con facultades para dar indicaciones o señales orientativas);
- 1 entrenador o director técnico (con facultades para dar indicaciones o señales orientativas);
- 1 entrenador o director técnico asistente;
- 1 médico;
- 1 fisioterapeuta.

Los jugadores de campo B1 deben utilizar cubreojos reglamentarios cuando estén jugando, para impedir cualquier ayuda que pudiera provenir de las percepciones lumínicas. Los arqueros, guías y entrenadores pueden dar indicaciones y realizar ruidos orientativos. Para ello, cada uno tiene asignado un tercio de la cancha: el tercio defensivo para el arquero, el tercio medio para el entrenador y el tercio ofensivo para los guías o llamadores. Los reemplazos son ilimitados, al igual que en el futsal-FIFA.

### Elementos

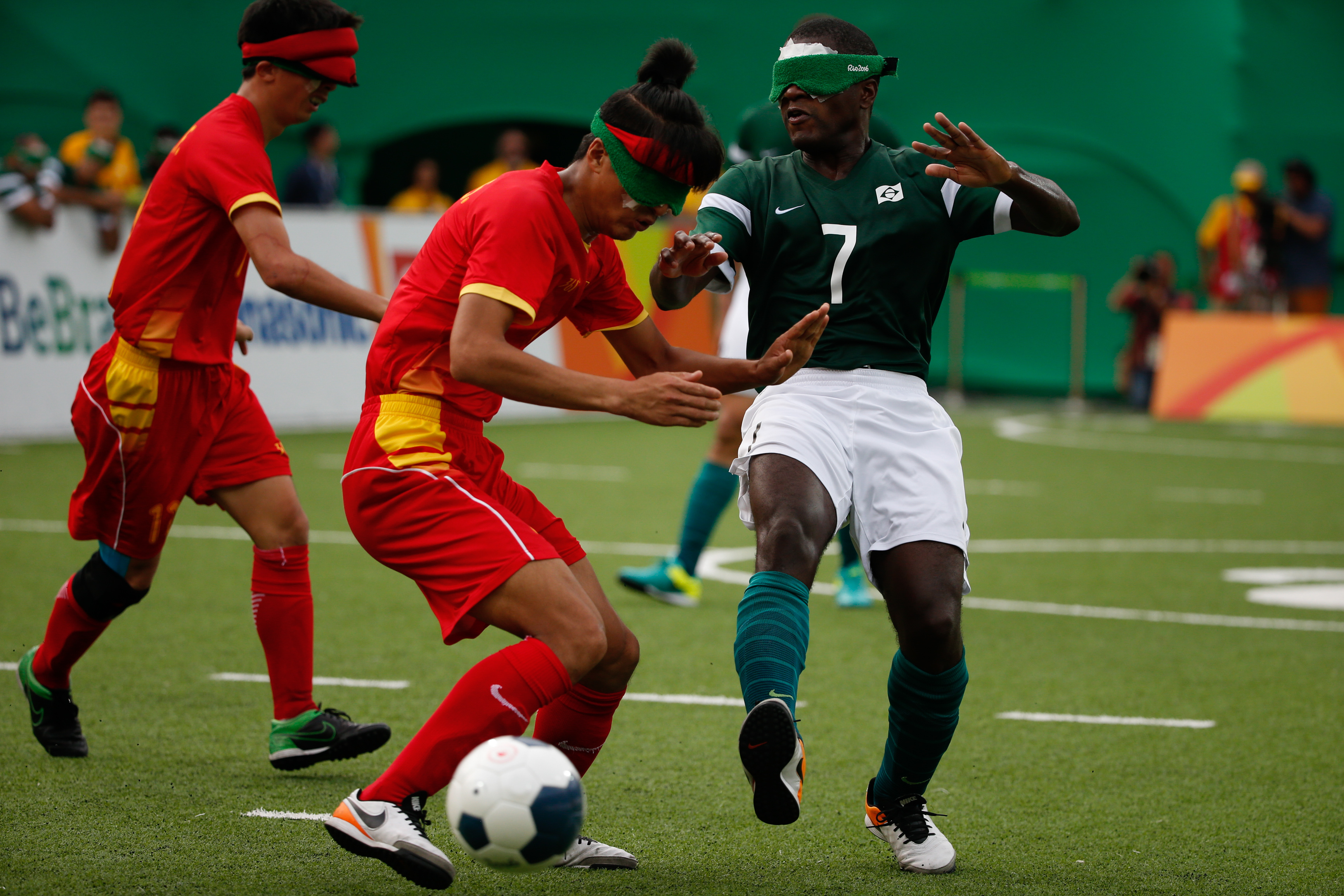
Los jugadores B1 deben utilizar antifaces y avisar gritando "voy" antes de intentar quitarle la pelota a un contrario.

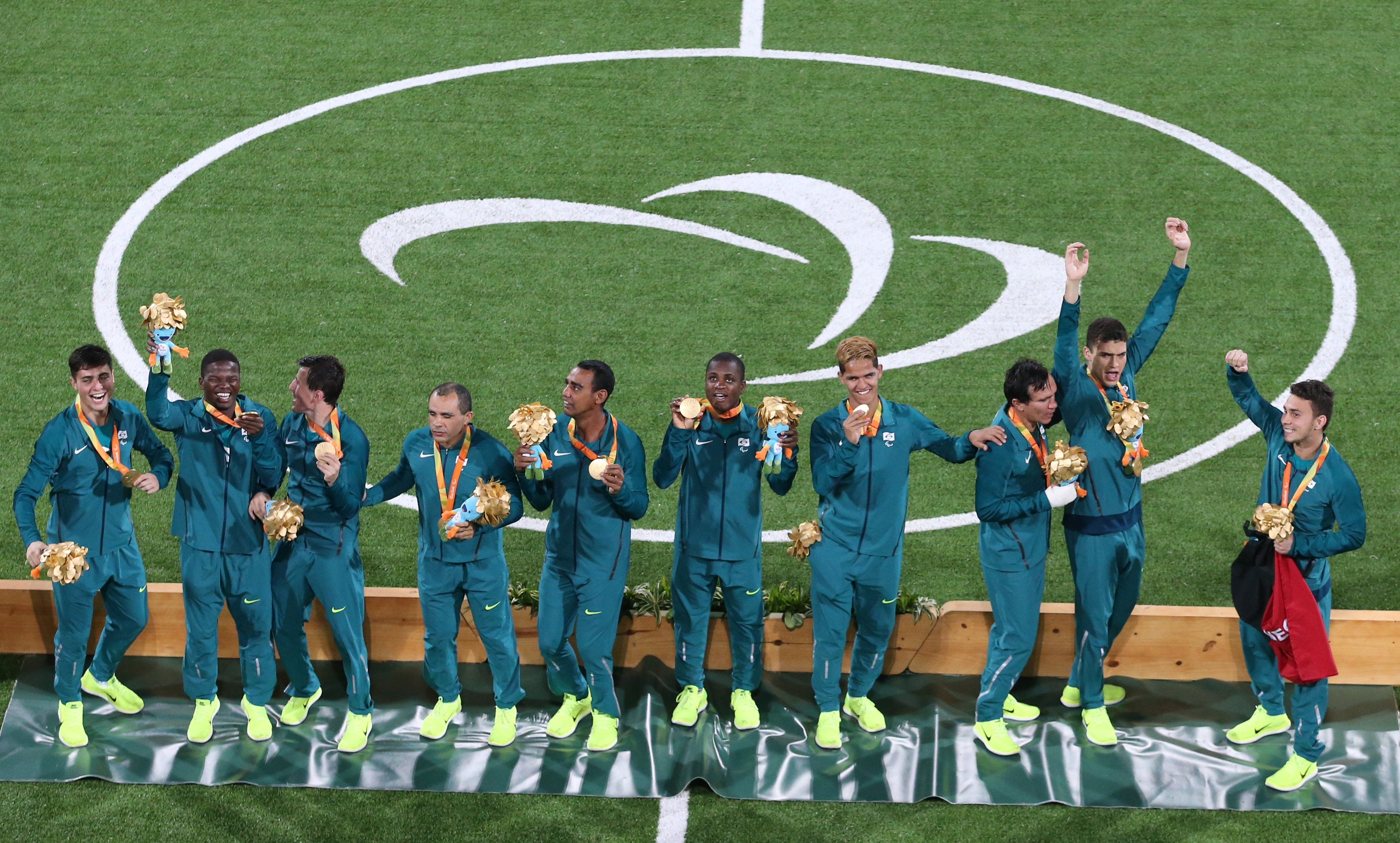
El equipo masculino de Brasil de fútbol 5 adaptado recibe la medalla de oro en los Juegos Paralímpicos de Río de Janeiro 2016.

- Pelota sonora. El fútbol 5 adaptado utiliza una pelota sonora de cuero o material similar, levemente más pequeña que la que se utiliza en el futsal-FIFA (de 60 a 62 cm de diámetro), algo más pesada (de 510 g a 540 g) y con menor presión (de 0.4 a 0.6 atmósferas). El sistema de sonido debe ser interno y no afectar la trayectoria de la pelota.
- Antifaces. Los jugadores B1 deben utilizar obligatoriamente un sistema de antifaces y parches oculares, que tienen la función de impedir que aquellos que pueden percibir luminosidades, utilicen esa capacidad para obtener ventajas deportivas.
- Canilleras/espinilleras. Todos los jugadores deben utilizar canilleras.
- Vincha protectora. Debido a la posibilidad de choque de cabezas, la IBSA recomienda fuertemente a los jugadores utilizar vinchas protectoras, aunque las mismas no son obligatorias.

### El juego
Las reglas básicas son las mismas del futsal (fútbol de salón) con las siguientes adaptaciones:
- Guía y orientación: el arquero, el entrenador y el guía ubicado detrás de la valla rival, tienen la función de orientar a los jugadores.
- Aviso: el jugador defensivo que intenta quitarle la pelota al jugador que la tiene en su poder, debe avisar gritando "voy" o "go" en inglés.
- Silencio: debido a que el sonido resulta esencial para los jugadores B1, el público y los miembros de los equipos no autorizados para comunicarse con los jugadores, deben mantenerse en estricto silencio durante el juego, con excepción del momento del gol.

Vale el gol del arquero cuando la pelota está en juego. En caso de que la pelota haya salido y se reinicie el juego con el saque de meta del arquero el gol no tiene validez.

## Competencias
Las tres principales competencias mundiales de fútbol 5 adaptado se disputan cada cuatro años y son: el evento de fútbol 5 en los Juegos Paralímpicos, el Campeonato Mundial y el evento fútbol 5 en los Juegos Mundiales para Ciegos IBSA.

### Juegos Paralímpicos
| Año           | Sede                   |        | Medalla de Oro | Medalla de Plata | Medalla de Bronce |
| 2004 Detalle  | Atenas, Grecia         | Brasil | Argentina      | España           |                   |
| 2008 Detalle  | Pekín, China           | Brasil | China          | Argentina        |                   |
| 2012 Detalle  | Londres, Gran Bretaña  | Brasil | Francia        | España           |                   |
| 2016 Detalle  | Río de Janeiro, Brasil | Brasil | Irán           | Argentina        |                   |
| 2020 Detalle  | Tokio, Japón           | Brasil | Argentina      | Marruecos        |                   |
| Fuente: IBSA. |                        |        |                |                  |                   |

Medallero
|   | País      |   |   |   | Total |
| - | --------- | - | - | - | ----- |
| 1 | Brasil    | 5 | 0 | 0 | 5     |
| 2 | Argentina | 0 | 2 | 2 | 4     |
| 3 | China     | 0 | 1 | 0 | 1     |
| 4 | Francia   | 0 | 1 | 0 | 1     |
| 5 | Irán      | 0 | 1 | 0 | 1     |
| 6 | España    | 0 | 0 | 2 | 2     |
| 7 | Marruecos | 0 | 0 | 1 | 1     |

### Campeonato Mundial

#### Masculino
| Año           | Sede                         |           | Campeón   | Subcampeón | Tercer lugar |
| 1998          | Campinas, Brasil             | Brasil    | Argentina | España     |              |
| 2000          | Jerez de la Frontera, España | Brasil    | Argentina | España     |              |
| 2002          | Río de Janeiro, Brasil       | Argentina | España    | Brasil     |              |
| 2006          | Buenos Aires, Argentina      | Argentina | Brasil    | Paraguay   |              |
| 2010          | Hereford, Inglaterra         | Brasil    | España    | China      |              |
| 2014          | Tokio, Japón                 | Brasil    | Argentina | España     |              |
| 2018          | Madrid, España               | Brasil    | Argentina | China      |              |
| 2023          | Birmingham, Inglaterra       | Argentina | China     | Brasil     |              |
| Fuente: IBSA. |                              |           |           |            |              |

#### Femenino
| Año           | Sede                   |           | Campeón | Subcampeón | Tercer lugar |
| 2023          | Birmingham, Inglaterra | Argentina | Japón   | Suecia     |              |
| Fuente: IBSA. |                        |           |         |            |              |

### Juegos Mundiales para Personas No Videntes (IBSA)

#### Masculino
| Año           | Sede          |           | Medalla de Oro | Medalla de Plata | Medalla de Bronce |
| 2015          | Corea del Sur | Argentina | Gran Bretaña   | España           |                   |
| Fuente: IBSA. |               |           |                |                  |                   |